# شهرستان مرحمت
ناحیهٔ مرحمت (به ازبکی: Marhamat tumani، مرحمت تومنی)(به روسی: Мархаматский район) یک ناحیه در ازبکستان است که در ولایت اندیجان واقع شده‌است. ناحیه مرحمت ۳۲۰ کیلومتر مربع مساحت و ۱۸۶٬۴۰۰ نفر جمعیت دارد.